# Aleja Armii Ludowej w Warszawie

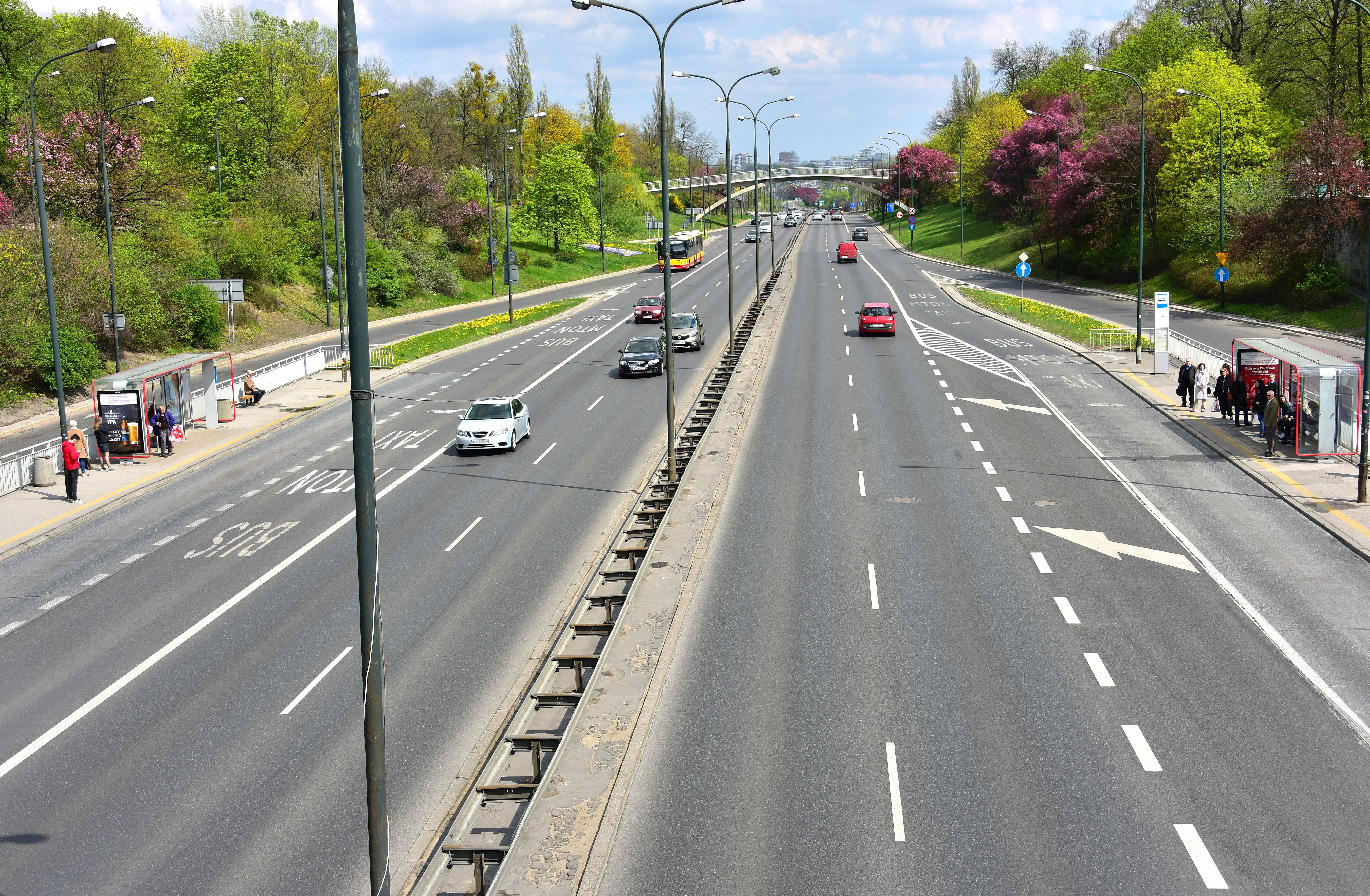
Wschodni odcinek ulicy, widok z placu Na Rozdrożu

Aleja Armii Ludowej – ulica w warszawskiej dzielnicy Śródmieście, będąca częścią Trasy Łazienkowskiej. 

## Przebieg
Aleja Armii Ludowej jest częścią Trasy Łazienkowskiej. Rozpoczyna swój bieg jako przedłużenie mostu Łazienkowskiego, przy skrzyżowaniu z Wisłostradą. Prowadząc po estakadzie, mija górą rondo Sedlaczka (skrzyżowanie ulic Łazienkowskiej, Myśliwieckiej i Rozbrat) i pokonuje skarpę warszawską. Następnie, biegnąc w wykopie, krzyżuje się z Alejami Ujazdowskimi (plac Na Rozdrożu), a dalej przebiega bez powiązania pod ulicą Marszałkowską, i krzyżuje się dwupoziomowym skrzyżowaniem z ulicą Waryńskiego. Aleja kończy swój przebieg kolejnym dwupoziomowym skrzyżowaniem z aleją Niepodległości, gdzie przechodzi w ulicę Wawelską.

## Historia
Pierwsze plany budowy arterii komunikacyjnej na południu Warszawy na odcinku Opaczewska – pl. Na Rozdrożu, powstały w latach 30. XX wieku. Wiązały się one z likwidacją lotniska mokotowskiego (przenoszone na Okęcie i Gocław) oraz toru wyścigów konnych (przenoszony na Służewiec). Nowej arterii planowano nadać nazwę upamiętniającą Józefa Piłsudskiego.
W zmienionej wersji przedwojenne plany rozwijane były po 1945 roku. Uchwałą Rady Narodowej m.st. Warszawy z dnia 19 grudnia 1949 dotychczasowej alei Piłsudskiego nadano nazwę aleja Armii Ludowej. W trakcie budowy Marszałkowskiej Dzielnicy Mieszkaniowej w latach 1950–1952 wytyczono przebieg alei na przedłużeniu ulicy Wawelskiej do pl. Na Rozdrożu i zbudowano wzdłuż niej domy, jednak przestrzeń między nimi przez kilkanaście kolejnych lat pozostawała niezagospodarowana.
Prace budowlane nad Trasą Łazienkowską, w której przebieg włączono aleję Armii Ludowej, rozpoczęto w 1968 roku, lecz z powodu braku pieniędzy wkrótce je przerwano. Budowa została wznowiona w 1971 roku, a uroczyste otwarcie miało miejsce 22 lipca 1974 roku, w dniu trzydziestolecia PRL.
Do końca 2013 roku posiadała kategorię drogi krajowej oraz stanowiła fragment miejskiego odcinka drogi nr 2 i trasy europejskiej E30. Od 1 stycznia 2014 roku na całej długości jest drogą powiatową, o nieustalonym numerze.

## Nazwa
Nadana uchwałą Rady Narodowej m.st. Warszawy z dnia 19 grudnia 1949 nazwa alei upamiętnia Armię Ludową, konspiracyjną organizację zbrojną Polskiej Partii Robotniczej z okresu okupacji niemieckiej. Współpraca tej formacji z ZSRR sprawiła, że po transformacji ustrojowej 1989 pojawiły się propozycje zmiany nazwy alei. Podnoszono pomysł, by jej patronem został płk Ryszard Kukliński, lecz ostatecznie upamiętniono go ulicą na Białołęce, a aleja Armii Ludowej zachowała dotychczasową nazwę.
9 listopada 2017 wojewoda mazowiecki Zdzisław Sipiera wydał zarządzenie zastępcze w trybie przewidzianym przez ustawę z dnia 1 kwietnia 2016 r. o zakazie propagowania komunizmu lub innego ustroju totalitarnego przez nazwy jednostek organizacyjnych, jednostek pomocniczych gminy, budowli, obiektów i urządzeń użyteczności publicznej oraz pomniki, zmieniające nazwę arterii z al. Armii Ludowej na ul. Lecha Kaczyńskiego. Zarządzenie weszło w życie 10 listopada 2017. 16 listopada Rada Miasta Stołecznego Warszawy przyjęła uchwałę o wniesieniu skargi na zarządzenie zastępcze do sądu administracyjnego.
11 stycznia 2018 rada przyjęła kolejną uchwałę, ponownie zmieniającą nazwę arterii z ul. Lecha Kaczyńskiego na Trasa Łazienkowska. Uchwała weszła w życie 5 lutego, 14 dni od dnia jej ogłoszenia w Dzienniku Urzędowym Województwa Mazowieckiego, jednakże jej wykonanie zostało wstrzymane 7 lutego przez rozstrzygnięcie nadzorcze wojewody. 1 marca Rada Miasta Stołecznego Warszawy przyjęła uchwałę o wniesieniu skargi na rozstrzygnięcie nadzorcze do sądu administracyjnego. 29 października 2018 Wojewódzki Sąd Administracyjny w Warszawie orzekł, że wojewoda mazowiecki miał rację, stwierdzając nieważność uchwały Rady Miasta o zmianie nazwy ul. Lecha Kaczyńskiego na Trasę Łazienkowską.
28 maja 2018 Wojewódzki Sąd Administracyjny w Warszawie uchylił zarządzenie zastępcze wojewody mazowieckiego z 9 listopada 2017. Wojewoda mazowiecki zapowiedział wniesienie skargi kasacyjnej od powyższego wyroku do Naczelnego Sądu Administracyjnego. 7 grudnia Naczelny Sąd Administracyjny oddalił skargę kasacyjną wojewody.
Przeciwko zmianie nazwy alei krytycznie wypowiedział się Piotr Osęka, który określił to „konfiskatą pamięci” przez IPN.

## Ważniejsze obiekty
- Główny Urząd Statystyczny
- Pole Mokotowskie
- Pomnik Lotników Polskich
- Biurowiec Focus
- Wydział Inżynierii Lądowej Politechniki Warszawskiej
- Biurowiec International Business Center
- Stacja metra Politechnika
- Pomnik Tysiąclecia Jazdy Polskiej
- Biurowiec Zebra Tower
- Dom Studencki „Riviera”